# 熱海警察署
熱海警察署（あたみけいさつしょ）は、静岡県熱海市にある、静岡県警察管轄の警察署。

## 所在地
- 静岡県熱海市福道町3-19
  - JR伊東線来宮駅下車、徒歩約1分。
  - 伊豆箱根バス来宮駅入り口下車、徒歩約1分。

## 管轄区域
- 熱海市

## 沿革
- 1875年（明治8年）12月25日 - 賀茂郡熱海村に熱海分屯所開設。
- 1876年（明治9年）
  - 6月9日 - 第九大区第二巡査分屯所に改称。
  - 9月20日 - 韮山第二出張所の管轄下に入る。
  - 12月28日 - 韮山第二出張所は警察第三出張所に改称。第九大区第二分屯所に名称復帰。
- 1877年（明治10年）2月8日 - 韮山警察署熱海分署に改称。
- 1879年（明治12年）6月8日 - 韮山警察署は三島警察署に改称。
- 1889年（明治22年）3月20日 - 熱海分署新築。
- 1926年（大正15年）7月1日 - 熱海警察署に昇格。
- 1948年（昭和23年）
  - 3月7日 - （旧）警察法の施行により、自治体警察熱海市警察が発足。網代町は国家地方警察田方地区警察署の管轄となる。
  - 11月 - 県下初の警察通報用電話110番を設置。
- 1954年（昭和29年）7月1日 - （新）警察法の施行により静岡県警察が発足。熱海市警察および田方地区警察署を廃止し静岡県熱海警察署となる。
- 1965年（昭和40年）6月18日 - 旧庁舎新築落成。
- 1987年（昭和62年）1月12日 - 現庁舎竣工。

## 組織
- 署長
- 次長兼業務管理官（警部） - 警務課、会計課
- 生活安全課
- 地域課
- 刑事課
- 交通課
- 警備課

## 交番
- 熱海駅前交番
- 南熱海交番
- 伊豆山交番
- 中央交番
- 紅葉ヶ丘交番

## 警察官駐在所
- 泉警察官駐在所